# Robert Moszkowicz
Robert Moszkowicz (Maastricht, 16 mei 1953) is een Nederlands jurist, belastingadviseur en voormalig advocaat.

## Naam
Moszkowicz is een zoon van jurist en strafpleiter Max Moszkowicz sr. Vanaf zijn zestiende noemde hij zich (op grond van zijn joodse afkomst) Baruch, ontleend aan de wijsgeer Baruch Spinoza. In 1988 veranderde hij zijn naam weer in Robert, omdat hij vond dat hij niet meer voldeed aan de betekenis van het woord 'Baruch', dat 'gezegende' betekent. Robert is een oudere broer van voormalig advocaat Bram Moszkowicz.

## Zwarte schaap
Lange tijd was hij het zwarte schaap van de familie. Halverwege jaren tachtig raakte Robert verslaafd aan heroïne. Als reden gaf hij op dat hij verliefd was op een verslaafde vrouw. Nadat het hem niet gelukt was haar af te laten kicken, wilde hij zelf ervaren wat zij meemaakte en raakte ook verslaafd. In 1989 werd Moszkowicz wegens bedrieglijke bankbreuk veroordeeld tot drie maanden gevangenisstraf onvoorwaardelijk. In 1995 werd hij voor de tweede maal beëdigd als advocaat, waarna hij gedurende een tiental jaren een advocatenpraktijk in Nieuwegein heeft uitgeoefend.

## Geschrapt van het tableau
In 2001 leidden klachten over Moszkowicz tot een behandeling door de Raad van Discipline, waar deken mr. B. ten Doesschate van de Utrechtse Orde betoogde dat Moszkowicz zijn vak niet langer mocht uitoefenen. Deze klachten betroffen te hoge rekeningen, misleiding en wantoestanden op zijn kantoor. Moszkowicz pleitte dat als gevolg van het overlijden van een van zijn kinderen in 1999 zijn kantoor onder hoge druk had gestaan, omdat hij niet kon werken. Afgezien van die periode zou er – aldus Moszkowicz – niets aan de hand zijn geweest.
Desondanks werd Moszkowicz in oktober 2005 door de Raad van Discipline voor onbepaalde tijd geschorst wegens onbehoorlijke praktijkuitoefening. In het hoger beroep tegen die beslissing oordeelde het Hof van Discipline in juni 2006 dat Moszkowicz van het tableau moest worden geschrapt wegens onbehoorlijke praktijkvoering, hetgeen inhield dat hij niet langer als advocaat kon werken. Voor het onderzoek dat voor de orde was gedaan door de Deken van de Orde in Haarlem, diende Moszkowicz een bedrag van € 84.000 te betalen.
In 2008 werd Moszkowicz door een cliënte beschuldigd van oplichting, de rechter wees echter alle vorderingen af. In februari 2014 werd wederom aangifte tegen hem gedaan wegens oplichting. In november 2016 werd hij opgepakt op verdenking van fraude en moest een nacht in de cel doorbrengen. Hij gaf hierop te kennen verdere stappen te willen ondernemen.

## Autobiografie
Moszkowicz bracht in 2014 een autobiografie uit in de vorm van een roman, genaamd De Straatvechter. De roman neemt onder andere zijn heroïneverslaving en de gevolgen daarvan  onder de loep. Een ander thema dat sterk naar voren komt in het boek, is de vader-zoonrelatie tussen de schrijver en zijn vader.